# كلكانن
الكُلكانُن أو القُلقَنُون أو (نقحرة: كولكانون) يعنى «رأس الملفوف الأبيض» هو الطبق التقليدي الأيرلندي مصنوعة من البطاطا المهروسة، الكرنب أو الملفوف، والزبد والملح والفلفل. يمكن أن تحتوي على مكونات أخرى مثل الحليب والقشدة، والكراث والبصل والثوم المعمر، ولحم الخنزير أو لحم الخنزير المقدد.

## أطباق مماثلة
- بطاطا وكرنب من إنكلترا.
- Rumbledethumps، من اسكتلندا.
- Pyttipanna من السويد.
- Biksemad، من الدنمارك.
- Trinxat، من قطلونية، شمال شرق إسبانيا.
- Stamppot، من هولندا.
- Stoemp من بلجيكا.
- (food)Hash من الولايات المتحدة.

## الأطباق التقليدية الإيرلندية
- لحم الخنزير والملفوف السجق.
- عشب الطحلب البحري.
- صودا الخبز.
- لحوم البقر كثير التوابل.
- بودنج أسود.
- البودنج الأبيض.
- البيض المقلي.